# Abbott-Firestone-Kurve

Die Abbott-Firestone-Kurve zweier Oberflächen.

Die Abbott-Firestone-Kurve oder auch nur Abbott-Kurve beschreibt die Oberflächentextur eines Gegenstandes. Sie wurde erstmals 1933 durch Ernest James Abbott und Floyd Firestone beschrieben.
Die Kurve kann aus dem Oberflächenprofil des Gegenstandes ermittelt werden, indem Linien parallel zu einer Bezugsline gezogen werden und der Streckenanteil (ggü. der Gesamtstrecke) gemessen wird, der innerhalb des Profils liegt. Mathematisch entspricht dies der kumulierten Verteilungsdichtefunktion des Oberflächenhöhenprofils und kann durch Integration des Oberflächenprofils berechnet werden. Nach Norm ASME B46.1 wird die Abbott-Firestone-Kurve auch als Lagerflächenkurve (engl. bearing area curve, BAC) bezeichnet.
Die Abbott-Kurve eignet sich zur Beschreibung der Eigenschaften von Dichtungs- und Lagerflächen. Sie wird üblicherweise beim Entwurf von  Zylinderkolbenbohrungen von Verbrennungsmotoren angewendet. Die Form der Kurve ist mit mehreren Parameter der Oberflächenrauheit verbunden.